# Baliagà
Baliagà - Баляга (rus) és un possiólok del krai de Zabaikàlie, a Rússia.a 16 km al sud-est de Petrovsk-Zabaikalski, a 329 km al sud-oest de Txità i a 4.543 km a l'est de Moscou. Baliagà és al sud-est de Sibèria i al sud-oest del krai de Zabaikàlie, prop del riu Baliagà, un afluent del Khilok, de la conca hidrogràfica del Ienissei. La vila es fundà el 1899 després de la construcció de la línia del Transsiberià. Obtingué l'estatus de possiólok el 1958.